# MQ Radio
Radio Metropolitana de Quito (MQ Radio) es una emisora ecuatoriana de radio pública, propiedad del Municipio del Distrito Metropolitano de Quito, que inició sus transmisiones en el dial 102.9 de frecuencia modulada el 1 de febrero de 2011.

## Trayectoria
La ciudad de Quito contaba solamente con una emisora pública en amplitud modulada, Radio Municipal 720 AM, fundada el 24 de mayo de 1954. Durante el Gobierno de la Revolución Ciudadana se emitió un proyecto de Ley de Comunicación (aprobado en 2013) en la República del Ecuador, que planteaba la asignación obligatoria del 33 % del espectro radioeléctrico para medios públicos, que facilitó la asignación de una frecuencia modulada a varias entidades públicas nacionales, entre ellas el Municipio de Quito, que lanzó su nueva emisora con el nombre de Radio Pública de Quito 102.9 FM, durante la alcaldía de Augusto Barrera, con una propuesta informativa que incluyó además diversos espacios gestados por colectivos culturales independientes.
Posteriormente, la emisora cambió su nombre por el de Distrito FM, tras la reubicación de sus estudios en el Centro de Arte Contemporáneo de Quito y continuando con esta denominación durante la alcaldía de Mauricio Rodas. Durante esta etapa, mucha de la programación independiente y progubernamental fue retirada, destacando sin embargo por otro lado la difusión de distintas iniciativas ciudadanas de apoyo a los damnificados por el terremoto de Manabí y Esmeraldas de 2016.
A partir de 2019, la estación fue renombrada como Pacha FM, durante la administración de Jorge Yunda, con la intención de plantear una programación más comunitaria, que incluyó además diversos programas especiales durante la pandemia por Covid-19. Tras su destitución en 2021, la emisora pasa a denominarse Municipal FM.
En abril de 2025, como parte de una reestructuración de las emisoras públicas de Quito, la alcaldía encabezada por Pabel Muñoz pasa a denominarlas Radios Metropolitanas, cambiando la denominación de Municipal FM por MQ Radio.

## Programación
Además de la difusión ocasional de sesiones del Concejo Metropolitano de Quito y otros eventos del cabildo, y de emitir de manera conjunta algunos espacios de Municipal 720 AM, MQ Radio mantiene posee programas informativos, musicales y de entretenimiento.